# Mitchell Kealey
Mitchell Kealey, född 28 januari 1984, är en australisk friidrottare. Han deltog vid olympiska sommarspelen 2008.